# Chlosyne gorgone
Chlosyne gorgone is een vlinder uit de familie Nymphalidae. De wetenschappelijke naam van de soort is voor het eerst geldig gepubliceerd in 1810 door Jacob Hübner.